# 양원 (명나라)
양원(楊元, 생년 미상 ~ 1598년)은 명나라의 무장으로서 임진왜란에 참전했다.

## 생애
1592년 임진왜란 시기에 직위는 명군 부총병이었다. 총병 이여송의 부하로서 2000명의 응원군을 이끌고 좌협대장으로 약 11,000명을 지휘하고 평양성 전투에서 공을 세우고, 1593년 벽제관 전투에서도 이여송을 구하는 등의 활약을 보였다.
정유재란이 시작되자 1597년 음력 5월 8일 요동기병 3,000을 이끌고 조선에 다시 응원군으로 참전. 총병 마귀의 휘하에 들어가 음력 6월 18일부터 전라도 남원성에 부임해 성의 방비 강화에 힘썼다. 음력 8월 13일부터 남원 전투가 시작되자 일본 좌군의 공격으로 고립무원(孤立無援) 속에서 농성전을 버텼으나 음력 8월 15일 남원성은 함락되었다. 다음날 양원은 남원성을 겨우 탈출하였으나 패전의 죄를 추궁당해 명군에 의해 처형당했다.

## 사후
1597년 8월 13일 일본군의 본 공격이 시작되고, 왜군의 조총공격과 조선국의 비격진천뢰와 대완구 공격으로 하루를 버티고, 다음날(1597년 8월 14일) 왜군의 장대(長台)를 설치하여 조총공격에 명나라군에 약간 타격이 있었다. 1597년 그날(1597년 8월 14일) 저녘 양원이 부하 몇 명을 왜군에 보내 코니시와 만나게 했고, 그 후 왜군과 밀담있었다고 한다. 양원이 조선백성과 성을 넘겨 줄테니 나의 는 목숨을 보전할 것을 왜군에 거래했다고 한다.  그결과 1만여명 백성과 명나라 3000병력이 몰살 당하게 되지만, 양원과 50여명이 안전하게 퇴각하게 된다. 왜군이 해자(垓子)를 볏짚으로 메우고 있을 때 양원은 말안장을 챙기고, 도망갈 준비를 하고 있었다.
이런 이유로 명나라에서도 이것은 도리가 아니다라고하여 그 수급을 베었다고 한다.
월1598년 음력 11월 8일에 그 수급이 한성의 남대문에 걸렸다. 조선에서는 평양 탈환의 공로로 평양성 서문 밖 무열묘에 화상을 봉안해 3대장 한명으로 모셨다.

## 참고 문헌
- 조선왕조실록
- 징비록